# Samuel W. Reynolds

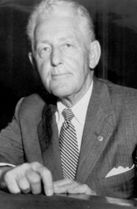
Samuel W. Reynolds

Samuel Williams Reynolds (* 11. August 1890 in Omaha, Nebraska; † 20. März 1988 ebenda) war ein republikanischer US-Senator aus dem Bundesstaat Nebraska.

## Leben
Seit dem Jahre 1908 war Samuel Williams Reynolds im Großhandel von Kohle in Omaha tätig.
Während des Ersten Weltkriegs diente er im Air Service, während des Zweiten Weltkriegs war er von 1942 bis 1943 als Oberst der Direktor der Army Corps Specialist in Omaha. Er war ein Delegierter zum Republican National Convention 1936.
Im Jahr 1954 wurde Reynolds vom Gouverneur Robert Crosby nach dem Tod von Hugh Butler zu dessen Nachfolger  als Übergangssenator Nebraskas ernannt. Er weigerte sich bei der Neuwahl im selben Jahr für dieses Amt zu kandidieren und begann wieder Kohle zu verkaufen. Anschließend war er von 1957 bis 1958 Mitglied des Stadtrats Omahas.
Reynolds lebte in Omaha bis zu seinem Tod im Jahr 1988 und ist dort im Forest Lawn Memorial Park beerdigt.